# Garcinia crassifolia
Garcinia crassifolia là một loài thực vật có hoa trong họ Bứa. Loài này được Seeth. mô tả khoa học đầu tiên năm 1982.